# Вінцентув (Жирардовський повіт)
Вінцентув (пол. Wincentów) — село в Польщі, у гміні Пуща-Марянська Жирардовського повіту Мазовецького воєводства.
Населення — 109 осіб (2011).
У 1975-1998 роках село належало до Скерневицького воєводства.

## Демографія
Демографічна структура станом на 31 березня 2011 року:
|          | Загалом | Допрацездатний вік | Працездатний вік | Постпрацездатний вік |
| -------- | ------- | ------------------ | ---------------- | -------------------- |
| Чоловіки | 52      | 11                 | 37               | 4                    |
| Жінки    | 57      | 10                 | 33               | 14                   |
| Разом    | 109     | 21                 | 70               | 18                   |